# 踊るニュウ・ヨーク
『踊るニュウ・ヨーク』(おどるニューヨーク、原題：Broadway Melody of 1940）は、1940年に製作・公開されたアメリカ合衆国の映画である。ビデオ化の際には『踊るニューヨーク』とも表記されている。

## 概要
フレッド・アステアの『ダンシング・レディ』（1933）以来7年ぶりのMGM作品への出演であり、ノーマン・タウログが監督、エレノア・パウエルが相手役となった。エレノア・パウエルは「ブロードウェイ・メロディ」シリーズの前作『踊る不夜城』（1937）に続く出演である。

## あらすじ
ジョニー・ブレット(フレッド・アステア)とキング・ショー(ジョージ・マーフィ)はダンスのコンビを組み、ダンス・ホールで働いているが貧乏暮らしである。一方クレア・ベネット(エレノア・パウエル)はブロードウェイのビッグ・スターである。プロデューサーのボブ・ケイシー(フランク・モーガン)はジョニーのダンスを見て、新作ブロードウェイ公演でのクレアのダンス・パートナーとして出演を願うが、誤ってショーに出演のオファーをする。ジョニーとショーのコンビは解消となったが、ジョニーは役を得て浮かれたショーを助けるため行動を共にする。クレアはショーではなくジョニーの方がダンスが上手であることに気付き、さらにジョニーとランチをして恋に落ちる。開幕初日、ショーは酔っ払い、ジョニーが代役を買って出て公演を成功に導く。ショーは自分が好演したのだと思い込むが、クレアは真実を明かす。次の上演直前、クレアはショーがまた酔っ払っていることに気付き、ジョニーが正式に相手役となる。閉幕後、クレアとジョニーはショーが酔っ払った振りをし、ジョニーが職に就けるように図ったことを知る。

## キャスト
- ジョニー・ブレット：フレッド・アステア
- クレア・ベネット：エレノア・パウエル
- キング・ショー：ジョージ・マーフィ
- ボブ・ケイシー：フランク・モーガン
- バート・C・マシューズ：イアン・ハンター
- エイミー・ブレイク：フローレンス・ライス
- エミー・ルー・リー：リン・カーヴァー
- パール・デロンジ：アン・モリス
- ジャグラー：トリクシー・フィルシュキ

特記:
- ホームレス：メル・ブランク(クレジット無し)

## スタッフ
- 監督：ノーマン・タウログ
- 製作：ジャック・カミングス
- 脚本：ジャック・マクゴワン、ドア・シャリー、レオン・ゴードン、ジョージ・オッペンハイマー
- 音楽監督：アルフレッド・ニューマン
- 撮影：オリヴァー・T・マーシュ、ジョセフ・ルッテンバーグ
- 編集：ブランチ・シューウェル
- 美術：セドリック・ギボンズ、ジョン・S・デトリー
- 装置：エドウィン・B・ウィリス
- 衣裳：エイドリアン、ヴァレス
- 録音：ダグラス・シアラー

## 挿入曲
- Please Don't Monkey with Broadway - 作詞作曲: コール・ポーター、歌唱およびダンス: フレッド・アステア、ジョージ・マーフィ
- All Ashore - 作詞作曲: ロジャー・イーデンス、歌唱: エレノア・パウエル。パウエルにとって数少ない吹き替えでない肉声の曲の1つ。
- Between You and Me - 作詞作曲: コール・ポーター、歌唱: ジョージj・マーフィ、ダンス: ジョージ・マーフィ、エレノア・パウエル
- I've Got My Eyes on You - 作詞作曲: コール・ポーター、歌唱およびダンス: フレッド・アステア
- Jukebox Dance - 作詞作曲: ウォルター・ルイック、ダンス: エレノア・パウエル、フレッド・アステア。のちにパウエルは、自身の全てのダンス・シーンの中でこの曲を気に入っていると語った[3]。
- アイ・コンセントレイト・オン・ユー I Concentrate on You - 作詞作曲: コール・ポーター、歌唱: ダグラス・マクフェイル、ダンス: エレノア・パウエル、フレッド・アステア
- ビギン・ザ・ビギン Begin the Beguine - 作詞作曲: コール・ポーター、前半歌唱: ルイス・ホドノット、ダンス: エレノア・パウエル、フレッド・アステア、後半歌唱: ミュージック・メイズ、ダンス: フレッド・アステア、エレノア・パウエル。後半のビッグバンド・ジャズ部分は1974年のドキュメンタリー映画『ザッツ・エンターテインメント』に収録されている。
- I've Got My Eyes on You (インストゥルメンタルおよびコーラスでのリプライズ) - ダンス: フレッド・アステア、エレノア・パウエル、ジョージ・マーフィ[4][5]

## 製作
『踊るニュウ・ヨーク』はジャック・マガワンおよびドア・シャリーの話を基に製作された。シャリーは1948年にMGMの製作部長になり、1951年から1956年、代表取締役を務めたのである。当初テクニカラーで撮影される予定であったが、第二次世界大戦の情勢によりMGMは白黒での製作を続けることにした。
『ブロードウェイ・メロディー』(1929年)、『踊るブロードウェイ』(1935年)、『踊る不夜城』(1937年)と続く「ブロードウェイ・メロディ・シリーズ」の4作目にして最後の作品である。『ブロードウェイ・メロディ』という曲が使用されている以外、4作に関連はない。ただし『踊るニュウ・ヨーク』では『ブロードウェイ・メロディ』はオープニング・クレジットで流れるのみである。『踊るニュウ・ヨーク』で主演したエレノア・パウエルは『踊るブロードウェイ』、『踊る不夜城』でも主演しているが、それぞれ違う役である。1940年代初頭に公開される予定で、パウエルとジーン・ケリー主演による5作目が計画されたが、リハーサル段階で中止となった。またこれとは別に『Broadway Melody of 1944 』が製作されたが『Broadway Rhythm 』に改名された。『踊るニュウ・ヨーク』はパウエルにとって最後のヒット作とみなされており、その後の作品はヒットに結び付かずに数年後に映画界から遠ざかった。パウエルにとって『踊るニュウ・ヨーク』がドキュメンタリーではない主演映画で初めてDVD化されたものだった。
フレッド・アステアはRKOを離れたばかりで、MGMにおいて『ダンシング・レディ』(1933年)で端役を演じた後『踊るニュウ・ヨーク』が初の主演作となった。アステアがパウエルからやや怖がられていると報じられたこともあったが、パウエルは演技以外でもアステアと合う数少ない女性ダンサーの1人と考えられている。パウエルは書籍『MGMストーリー』の紹介で、互いにある程度同等と感じていたと語った。「愛称で呼び合うような気軽な関係ではなかった。私たちは「ダンサー」2人であった」とし、良い関係を築いており、伴奏のピアノ奏者が疲弊するまでリハーサルを行なっていたと語った。
1939年9月上旬から11月下旬まで撮影が行われた。使用楽曲『ビギン・ザ・ビギン』のセットには12万ドルがかかった。6フィート(1.8m)の多面鏡が回転して背景が変わるものであった。
『踊るニュウ・ヨーク』は風刺歌手のトム・レーラーによる、ダンサーが上院議員になる歌詞の『ジョージ・マーフィ』に引用された。
Think of all the musicals we have in store,
Imagine: Broadway Melody of Nineteen Eighty-Four.

## 認定
アメリカン・フィルム・インスティチュートによる認定を以下に示す:
- 2004年: アメリカ映画主題歌ベスト100:
  - "ビギン・ザ・ビギン" – ノミネート[9]
- 2006年: ミュージカル映画ベスト – ノミネート[10]